# Sergueï Zagraïevski
Sergueï Zagraïevski (en russe : Сергей Вольфгангович Заграевский, Sergueï Volfgangovitch Zagraïevski), né le 20 août 1964 à Moscou en URSS et mort le 6 juillet 2020 dans la même ville, est un historien de l'architecture, romancier et peintre soviétique puis russe.

## Biographie
Sergueï Zagraïevski est le fils de Wolfgang Kavelmakher (1933-2004), un historien d'art russe soviétique, spécialisé dans l'architecture et la restauration des édifices anciens et d'Inna Zagraïevskaïa (1933), une poétesse russe et allemande, dramaturge, membre de l'Union des écrivains russes et allemands.
En 1986, Sergueï Zagraïevski termine ses études à l'Institut du transport automobile et des communications de Moscou. Il reçoit son éducation artistique dans l'atelier de la peintre Tatiana Mavrina. Jusqu'aux années 1990, il effectue des travaux scientifiques dans le domaine de l'analyse systémique. Jusqu'en 1997 il collabore au sein de la faculté de mathématiques appliquées, en parallèle avec la direction de sociétés commerciales. Dans les années 1990, il est actif dans les domaines de l'histoire de l'architecture et en théologie.
À partir de 1998 quand la crise financière a provoqué la faillite de banques, Sergueï Zagraïevski se retire des affaires et dirige la revue Ogoniok. Il se consacre entièrement à l'art, à l'histoire de l'architecture, à la philosophie et à des activités sociales.
Comme peintre, il présente plus de dix expositions dont une au Manège de Moscou et quelques-unes à la Nouvelle Galerie Tretiakov. Ces expositions ont fait l'objet d'articles dans des revues spécialisées telles que Izographe, Moskovskaïa Pravda, Ogoniok , Novye Izvestia. En 1999, il crée l'union professionnelle des peintres de Russie qu'il dirige.
De 2002 à 2004, Sergueï Zagraïevski enseigne l'histoire de l'architecture à l'institut de restauration artistique. Il enseigne au musée-réserve d'histoire et d'architecture de Vladimir-Souzdal. Ses travaux portent essentiellement sur l'architecture en pierre blanche dans l'ancienne Russie. Il étudie aussi les liens pouvant exister entre l'architecture de la Rus' et l'architecture médiévale romane et gothique en Europe occidentale. Le thème de sa thèse de doctorat a été « Architecture du Nord-Est de la Russie de la fin du XIIIe siècle au premier tiers du XIVe siècle ».
Sergueï Zagraïevski est le rédacteur principal de l'United Art Rating. De 1999 à 2001, il est rédacteur de la revue Journal des arts (Art-gazety).
Il meurt le 6 juillet 2020 d'une crise cardiaque.

## Œuvre artistique
Apparenté aux peintres primitivistes plutôt que naïfs Sergueï Zagraïevski admet que son activité scientifique prendra une place plus importante que celle d'artiste après lui.

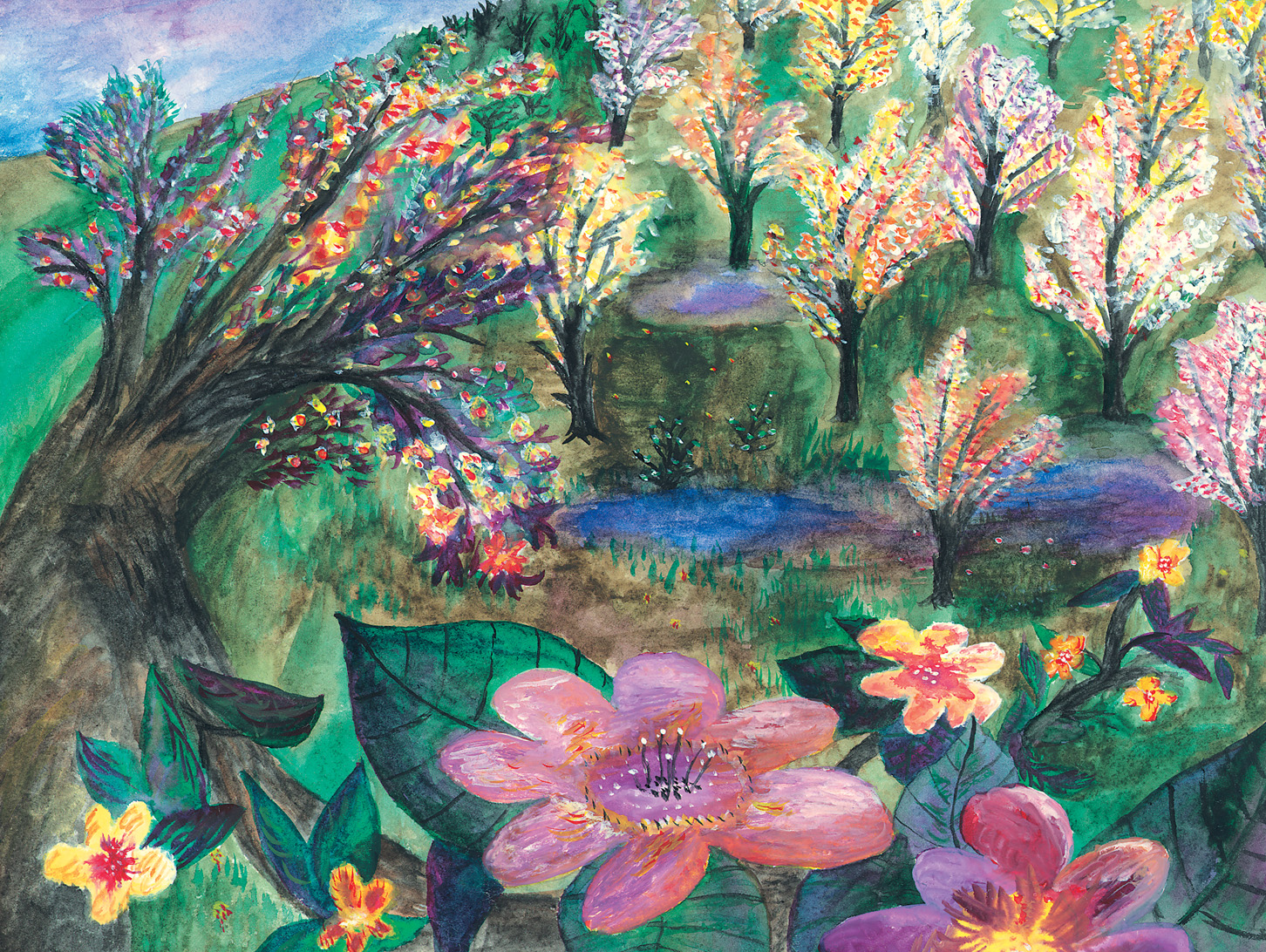
La pommeraie, aquarelle, 18x24 cm, 1992.
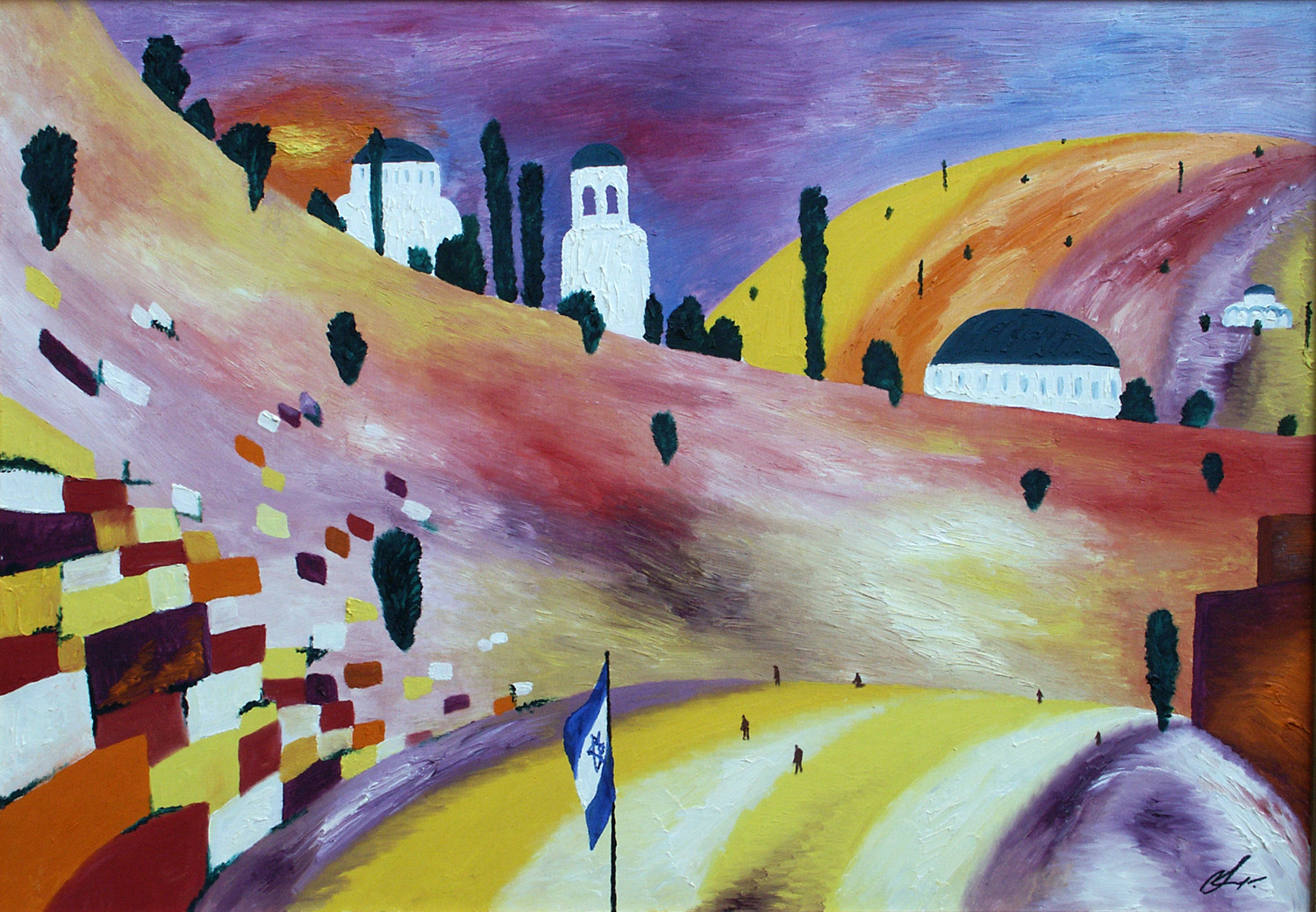
Jérusalem, Mur des lamentations, 70x100 cm, 1998.
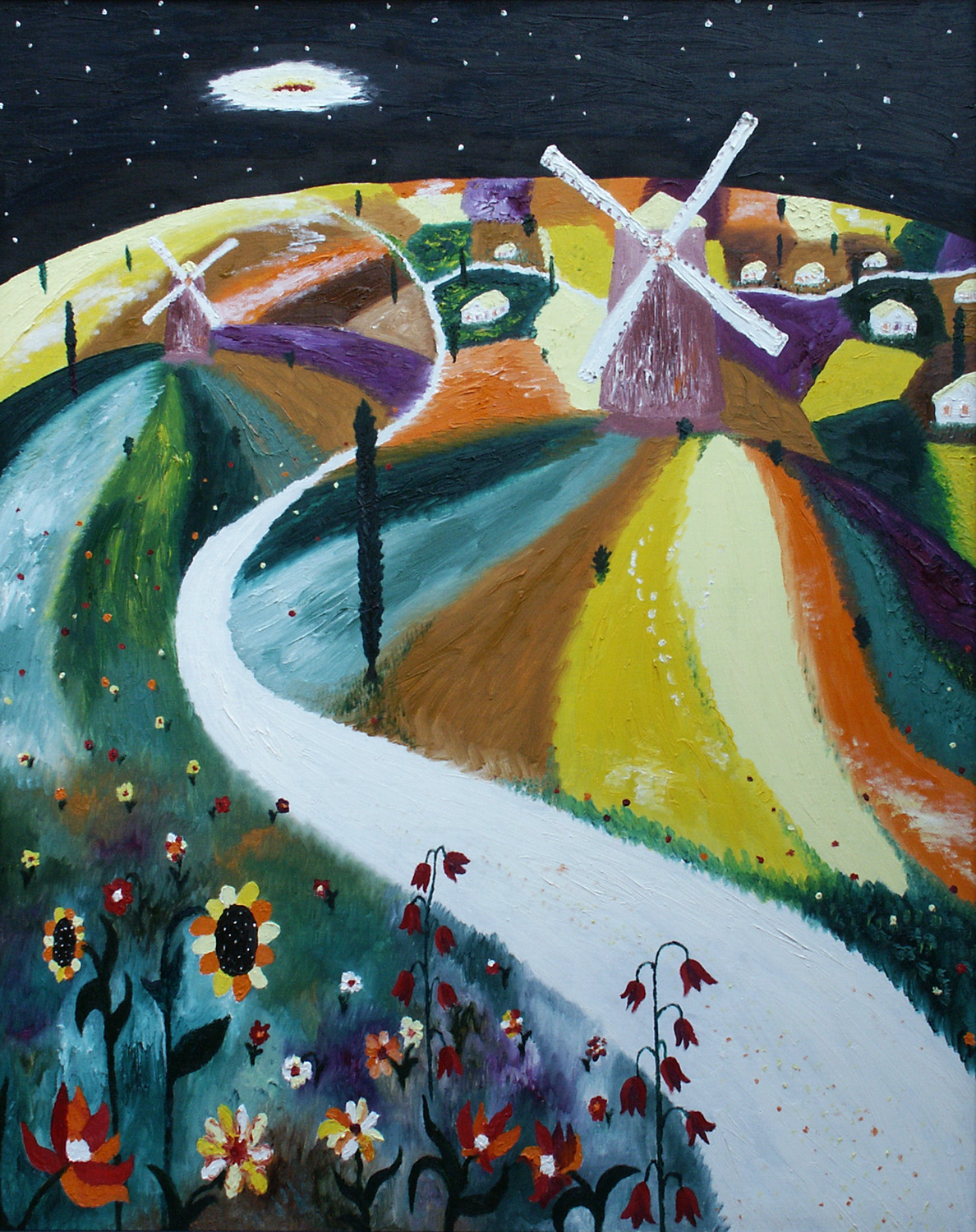
Nuit ukrainienne, 100x80 cm, 1999.
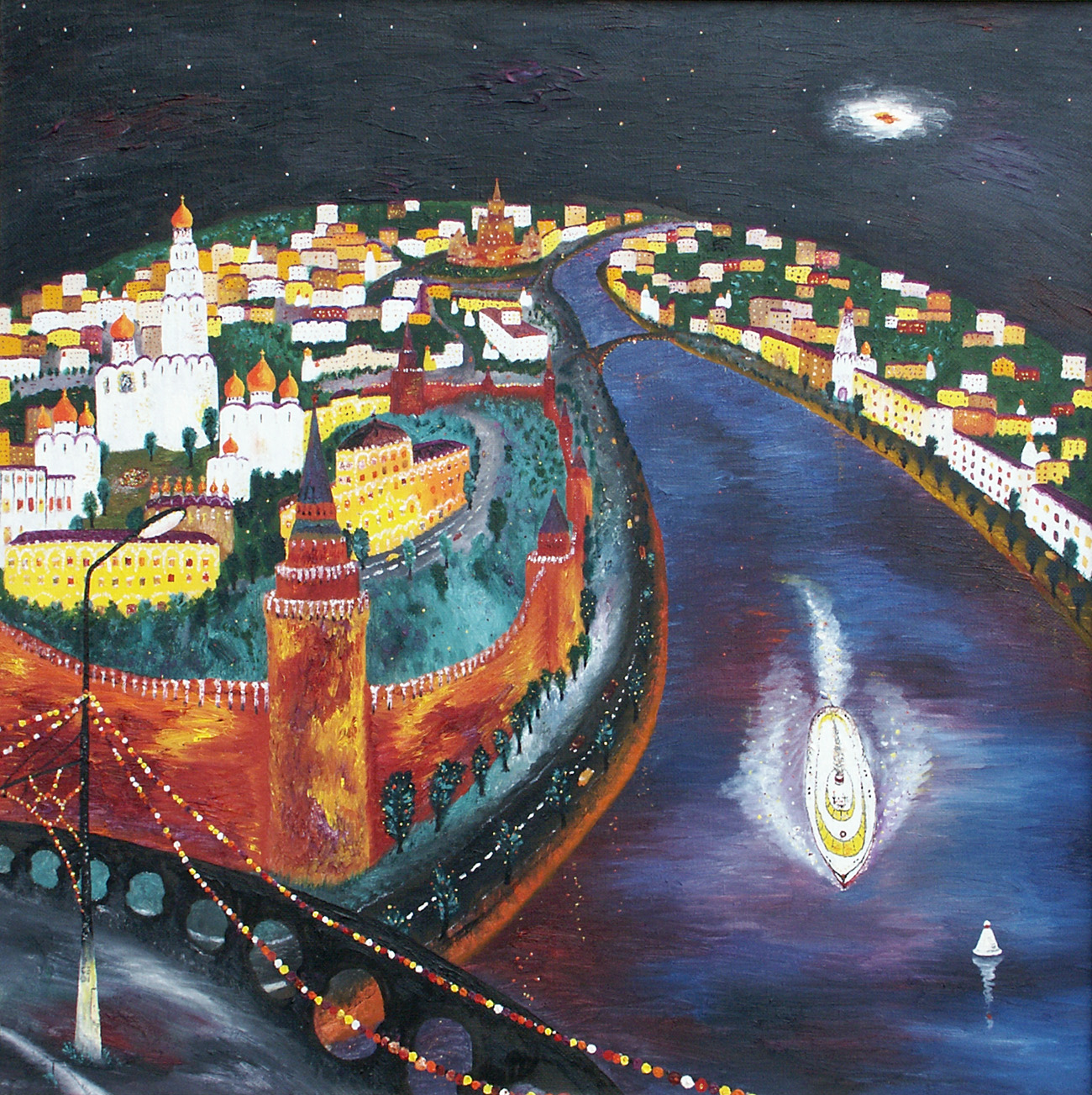
Moscou, le Kremlin, 100x100 cm, 2001.
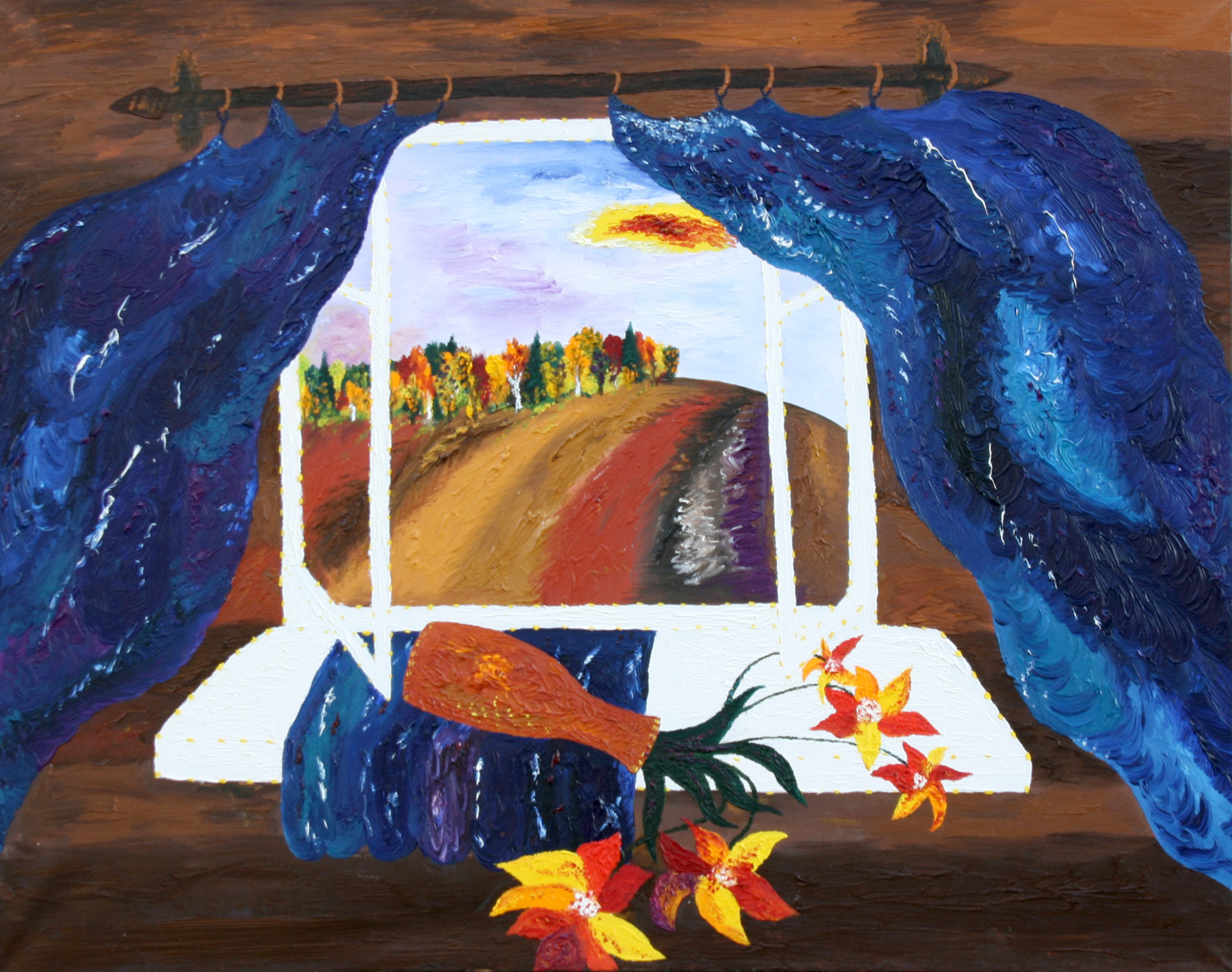
Courant d'air, nature morte, 100x80 cm, 2008.
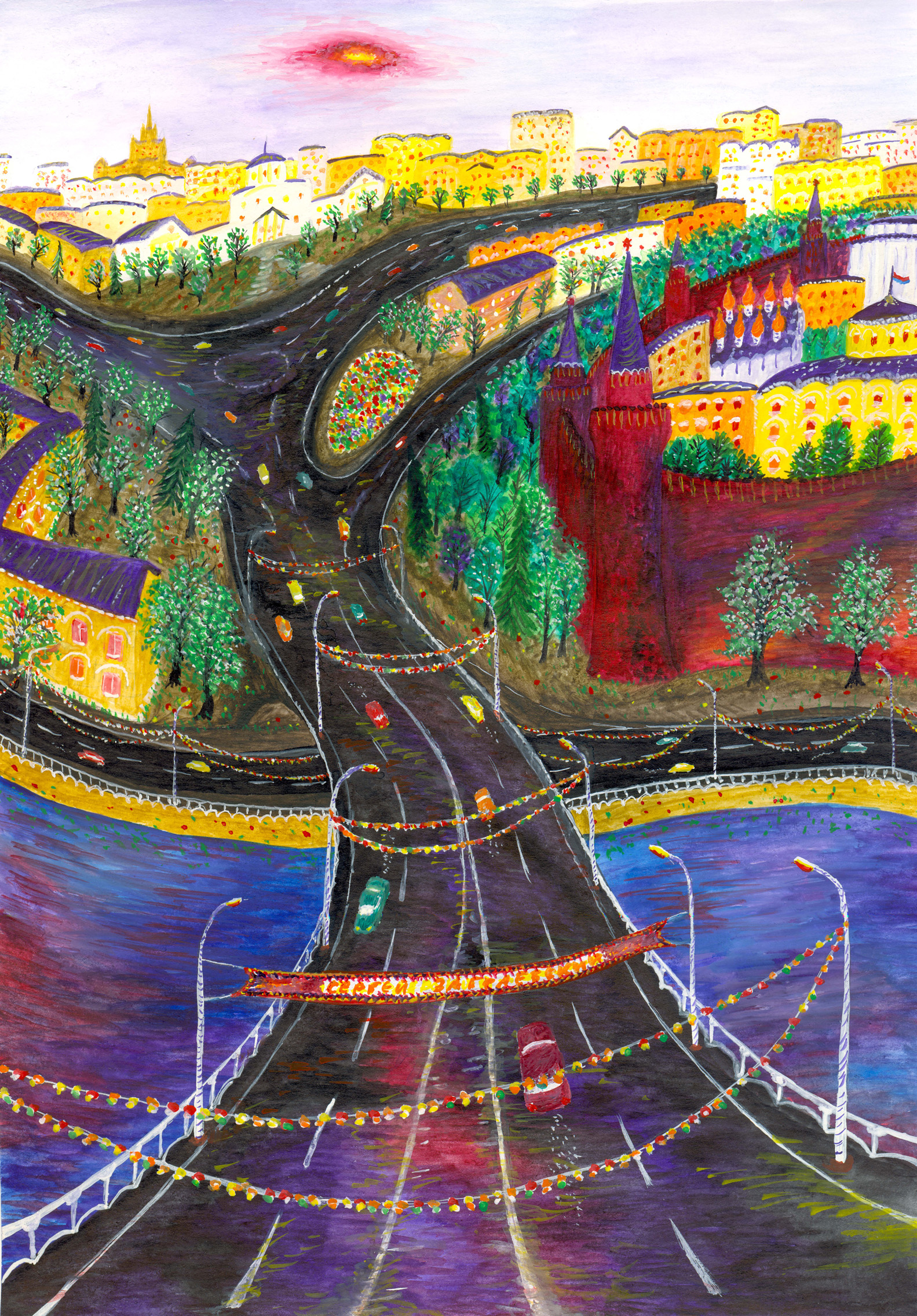
Moscou, Grand pont de pierre, 30x21 cm, aquarelle, 2008.

## Publications
(juillet 2020).
Sergueï Zagraïevski est l'auteur d'une dizaine de monographies scientifiques et de quelques dizaines d'articles sur l'histoire de l'architecture russe ancienne, sur les édifices de Moscou et Saint-Pétersbourg,. Il écrit également des romans historiques, des mémoires, des articles sur la théologie, la philosophie, l'art, des publications pour enfants.
En 2014, son roman historique Architecte de sa Majesté est entré dans la liste des « bestseller nationaux » .

### Monographies sur l'histoire de l'architecture
- Iouri Dolgorouki et l'architecture ancienne en pierre blanche (ru) Юрий Долгорукий и древнерусское белокаменное зодчество. М., 2001.  (ISBN 5-94025-014-9).
- Architecture du Nord-Est de la Russie à la fin du XIII s Зодчество Северо-Восточной Руси конца XIII — первой трети XIV века. М., 2003.  (ISBN 5-94025-046-7).
- A propos de l'architecture post-mongole de la Russie ancienne du Nord-Est.(ru) О раннем послемонгольском зодчестве Северо-Восточной Руси. М., 2002.  (ISBN 5-94025-032-7).
- Nouvelles recherches sur les monuments de Souzdal-Vladimir (ru) Новые исследования памятников архитектуры Владимиро-Суздальского музея-заповедника. М., 2008.  (ISBN 5-94025-099-8).
- Nouvelles recherches sur les éléments architecturaux de la Sloboda d'Alexandrov Новые исследования памятников архитектуры Александровской слободы. М., 2008.  (ISBN 5-94025-095-5).
- Histoire de la reconstruction de la Cathédrale Saint-Georges, Iouriev-Polski (ru) Вопросы архитектурной истории и реконструкции Георгиевского собора в Юрьеве-Польском. М., 2008.  (ISBN 5-94025-097-1).
- Monastère Andronikov questions architecturales (ru) Вопросы архитектурной истории собора Спаса Нерукотворного Андроникова монастыря. М., 2008.  (ISBN 5-94025-094-7).
- Forme des couvertures des églises anciennes (ru) Формы глав (купольных покрытий) древнерусских храмов. М., 2008.  (ISBN 5-94025-096-3).
- Topographie de la région de Vladimir pré-mongole (ru) Историческая топография домонгольского Владимира. М., 2016.  (ISBN 978-5-904913-30-4)

### Articles sur l'histoire de l'architecture
- Reconstruction de la Cathédrale de la Dormition à Vladimir (ru) Реконструкция Успенского собора 1158—1160 годов во Владимире. В журн. «Реставратор», № 1(8)/2004, с. 118—122.
- Datation des bâtiments de la Sloboda d'Alexandrov (ru) К вопросу о датировке и авторстве памятников Александровской слободы. В кн.: Зубовские чтения. Сб. научных статей. Вып. 3. Струнино, 2005. С. 69-92.
- Questions sur la reconstruction de l'Église de l'Intercession-de-la-Vierge sur la Nerl (ru) К вопросу о реконструкции и датировке церкви Покрова на Нерли. В кн.: Материалы областной краеведческой конференции (20-21 апреля 2007 г.). Владимир, 2008. С. 15-26.
- Datation de la chapelle Saint Nikon de la Laure de la Trinité-Saint-Serge (ru) К вопросу о датировке церкви преподобного Никона (Никоновского придела Троицкого собора) в Троице-Сергиевой Лавре. В кн.: Памятники культуры. Новые открытия. 2006 год. М., 2008.
- Exploitation minière de la pierre blanche dans l'ancienne Russie (ru) Организация добычи и обработки белого камня в Древней Руси. В кн.: Русское общество спелестологических исследований. М., 2008. С. 5-28.
- Cathédrale Saint-Nicolas de Novgorod «Антиминс» из Николо-Дворищенского собора. Электронная публикация: электронная научная библиотека «РусАрх», 2007 г.
- Construction de la Cathédrale de la Nativité à Souzdal(ru) О гипотетическом «промежуточном» строительстве собора Рождества Богородицы в Суздале в 1148 году и первоначальном виде суздальского храма 1222—1225 годов. В кн.: Материалы межрегиональной краеведческой конференции (28 апреля 2008 г.). Владимир, 2009. С. 218—235.
- André Bogolioubovski dans l'histoire de la culture russe (ru) Архитектор Фридриха Барбароссы. В сб.: «Хвалам достойный…». Андрей Боголюбский в русской истории и культуре. Международная научная конференция. Владимир, 5-6 июля 2011 года. Владимир, 2013. С. 184—195.
- Le Château de Bogolioubovo(ru) Великокняжеский замок в Боголюбове: опыт графической реконструкции. В кн.: Материалы XVIII межрегиональной краеведческой конференции (20 апреля 2012 г.). Т. 1. Владимир, 2013. С. 296—312.
- Défense des monastères et églises anciennes (ru) К вопросу о древнерусских оборонных монастырях и храмах. В кн.: Материалы XVIII международной краеведческой конференции (19 апреля 2013 г.). Владимир, 2014.
- l'église de l'Intercession de la Sloboda d'Alexandrov, nouvelles recherches (ru) Троицкая, ныне Покровская, церковь в Александровской Слободе — первый каменный шатровый храм Древней Руси. Новые исследования. Электронная публикация: электронная научная библиотека «РусАрх», 2014 г.
- Reconstitution de l'aspect primitif de la Cathédrale de la Nativité (Souzdal) au XIII e s. (ru) Вопросы реконструкции первоначального вида суздальского собора Рождества Богородицы начала XIII века. В сб.: На пороге тысячелетия. Суздаль в истории и культуре России. К 990-летию первого упоминания Суздаля в древнерусских летописях. Материалы научно-практической конференции (7 августа 2014 г.) Владимир, 2015. С. 75–84.
- Couleurs des coupoles des églises anciennes (ru) Цветовые решения глав древнерусских храмов. В сб.: Архитектор. Город. Время. Материалы ежегодной международной научно-практической конференции (Великий Новгород — Санкт-Петербург). Вып. XVII. СПб, 2014. С. 24—36.
- Histoire des fortifications médiévales de Moscou (ru) История цветовых решений средневековых укреплений Москвы. Журнал Томского государственного педагогического университета «ΠΡΑΞΗΜΑ. Проблемы визуальной семиотики». № 3, 2015.
- Précisions sur la reconstructions des Porte d'or de Vladimir (ru) К уточнению реконструкции Золотых ворот во Владимире. Электронная публикация: www.rusarch.ru (электронная научная библиотека «РусАрх»), 2015 г.
- Questions des capitales au Nord-Est de la Russie. Sous Iouri Dologorouki : Pereslavl-Zalesski et sous André Bogolioubovski : Bogolioubovo.(ru) К вопросу о столицах Северо-Восточной Руси: Переславль-Залесский при Юрии Долгоруком, Боголюбово при Андрее Боголюбском. В сб.: Материалы ХХ межрегиональной краеведческой конференции (17 апреля 2015 г.). Владимир, 2016. С. 296–306.
- Architecture des chatiors. Origine de ceux-ci dans la Russie ancienne (ru) Происхождение древнерусского шатрового зодчества: возвращение к проблеме. Электронная публикация: электронная научная библиотека «РусАрх», 2015 г.
- Topographie de Kideksha à l'époque pré-mongole (ru) Историческая топография домонгольской Кидекши. Электронная публикация: электронная научная библиотека «РусАрх», 2016 г.
- Problèmes méthodologiques de l'étude des canons, de la symbolique et des proportions dans l'architecture orthodoxe (ru) Методологические проблемы изучения канона, символики и пропорций в православной храмовой архитектуре. Электронная публикация: электронная научная библиотека «РусАрх», 2016 г.

### Romans historiques
- Le chevalier pauvre du temple (ru) Бедный рыцарь Храма. М., 2013.  (ISBN 978-5-94282-699-4)
- L'architecte de sa Majesté (ru) Архитектор его величества. М., 2014.  (ISBN 978-5-94282-710-6)
- L'eunuque du harem du sultan (ru) Евнух султанского гарема. М., 2014.  (ISBN 978-5-94282-713-7)

### Autres œuvres littéraires
- Contes de Moscou (ru) Кирюшины сказки о Москве. М., 2014.  (ISBN 978-5-93381-323-1)
- 12 mois (livre pour enfant) Ivanouchka au pays des contes (ru) Иванушка в стране сказок (трилогия). М., 2005.  (ISBN 5-94025-069-6).* Двенадцать месяцев (книга для детей). М., 1998.  (ISBN 5-87695-005-X).
- Mon XXe s. Мой XX век (мемуары). М., 2001.  (ISBN 5-94025-009-2).

### Philosophie, théologie
- Jésus de Nazareth /(ru) Иисус из Назарета: жизнь и учение. М., 2001.  (ISBN 5-94025-004-1)
- Dieu n'est pas mort /(ru)Бог не убийца. М., 2002.  (ISBN 5-94025-014-9)
- Nouvelle philosophie chrétienne (ru) Новая христианская философия. М., 2004.  (ISBN 5-94025-062-9).

### Critique artistique
- Et encore de l'autisme spirituel (ru) Еще раз о «духовном аутизме». Справочник «Единый художественный рейтинг», вып. 7. М., 2003. С. 51-64.
- Congrès de l'union des peintres à Moscou ou festin pendant la peste (ru) Съезд Московского союза художников или пир во время чумы? Газета «Московский художник», № 2, 2003. С. 5.
- L'art et la mort du système soviétique (ru) Искусство и гибель советской власти. Справочник «Единый художественный рейтинг», вып. 4. М., 2001. С. 17-26.

### Défense du patrimoine culturel historique
- Problèmes de l'environnement historique des villes petites et moyennes en Russie (ru) Проблемы исторической среды малых и средних городов России. В журн. «Территория и планирование», № 2 (32), 2011
- Saint-Pétersbourg comprise comme partie de Moscou ? (ru) Постигнет ли Санкт-Петербург участь Москвы? Электронная публикация. М., 2008.
- Photos des plus graves violations de l'environnement historique de Moscou durant les dix dernières années (ru) Фотогалерея наиболее грубых нарушений исторической среды Москвы за последнее десятилетие. Электронная публикация. М., 2008.
- Où aller? Répertoire de l'union des peintres.(ru) Куда ж нам плыть? Справочник «Единый художественный рейтинг», вып. 6. М., 2002. С. 35-38.
- Répertoire de l'union des peintres (ru) Метафора для мэра. Справочник «Единый художественный рейтинг», вып. 6. М., 2002.

### Publiciste
- La troisième Rome ou le tiers-monde ? (ru) Третий Рим или третий мир? Справочник «Единый художественный рейтинг», вып. 7. М., 2003. С. 6-12.
- Emprisonnement à la peine de mort ou privation de liberté ? (ru) Смертная казнь или пожизненное лишение свободы? Электронная публикация. М., 2008.
- Sur la démocratie et la dictature en Russie (ru) О демократии и диктатуре в России. Электронная публикация. М., 2010.

## Distinctions
Zagraïevski est membre de l'académie russe des arts depuis 2013. Travailleur émérite de la culture de la fédération de Russie depuis 2009, professeur à l'université, docteur en architecture depuis 2004, bachelier en sciences et techniques depuis 1992 . Depuis 2001, il est membre de l'académie de critique artistique de Russie, membre de l'union des écrivains de Russie. Depuis 2004, il est membre de l'association des historiens d'art. Également de l'Association internationale des critiques d'art depuis 2004.
Président de l'union des peintres professionnels russes depuis 1999,, président de l'union des peintres de Russie depuis 2013, président de la commission fédérale pour la culture au sein du parti «Russie Unie» depuis 2013 .

## Liens extérieurs
- (ru) Site de Zagraïevski Официальный сайт С. В. Заграевского
- (ru) Site de Zagraïevski Живопись С. В. Заграевского
- Recueil électronique (ru) электронной научной библиотеке «РусАрх»:
- Recueil du portail «Archéologie de Russie»:

- Site officiel
- Notices d'autorité :   - VIAF
  - ISNI
  - LCCN
  - GND
  - WorldCat